# 中原文化
中原文化是以中原地区土著为基础的物质文化和精神文化的总称，最早可追溯至西元前約六千年至西元前約三千年的中國新石器时期。中原文化以河南省为核心，以广大的黄河中下游地区为腹地，逐层向外辐射，影响延及海外。中原地区是中华文明的摇篮，中原文化是漢文化以至中华文化的重要源头和核心组成部分。中原地区在古代不仅是中国的政治经济中心，也是主流文化和主导文化的发源地。中国历史上先后有多个朝代定都于中原，包括洛阳、开封、安阳和西安。中原地区以特殊的地理环境、历史地位和人文精神使中原文化在漫长的中国历史中长期居于正统主流地位，中原文化很大程度上代表着中国漢族传统文化。

## 特征
- 根源性：中原文化是中华文明的主要根源之一，发源于黄河中下游流域地区。
- 原创性：中原文化对整个中华文明体系的形成发挥了开创作用。
- 包容性：中原文化通过融合与吸收周边地區文化，不断自我提升。
- 辐射性：中原文化有着很强的辐射力和影响力，在中国历史上，中原地区依托生产方式的先进性、军事的扩张，甚至中央政权崩解导致的中原移民大批迁移，向四方传播，影响了现代中国其他地区，波及日本，韩国，越南，琉球等东亚古国，传播到世界各地。
- 基础性：中原文化经过上古的扩张，在中华文化系统中处于主体、主干的地位。

## 文明源头

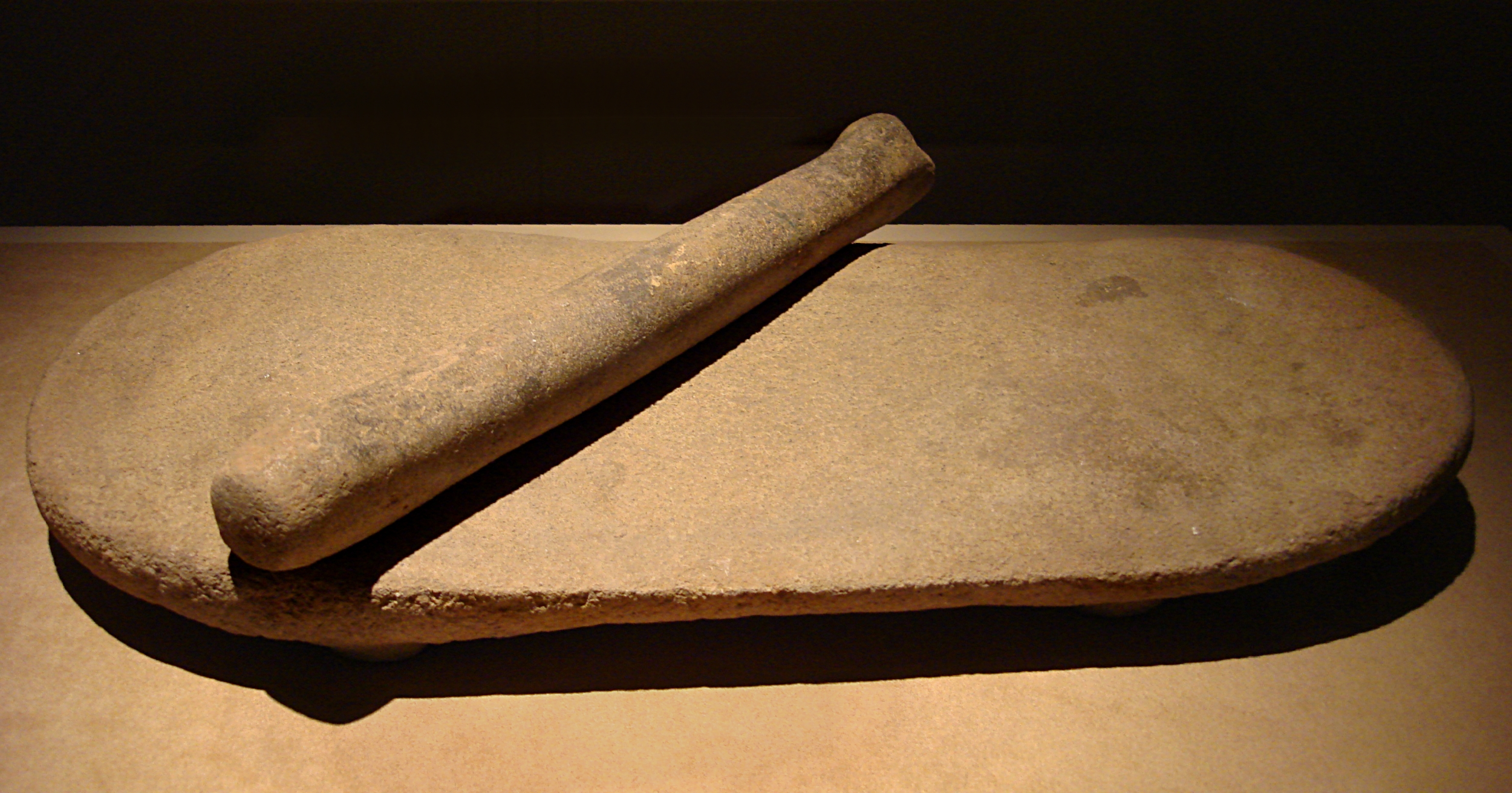
贾湖遗址出土的石磨工具

在中原地区的考古中，史前文明在这里的连续性表现强烈。从新石器时代中期开始，自东向西的磁山文化、裴李岗文化和老官台文化在中原崛起，它们之间联系紧密，已经形成一个较大的文化区域，与周边文化同一时期的孤立发展相比，已表现出明显的发展优势。新石器时代晚期的仰韶半坡文化是由老官台文化发展而来，向北发展到陕北地区，沿黄河扩展至洛阳，经汉水流域影响到南阳盆地。而中原地区的仰韶后冈文化则扩张至晋南、鲁东北等地。仰韶半坡文化和仰韶后冈文化相互影响而形成的仰韶庙底沟文化迅速向四方扩展，北至河套地区，南达汉水中游，东抵华北平原北部，西伸甘肃湟水流域。与周边相比，这一时期的中原文化是处于中心地位的强势文化，起主导作用。
裴李岗文化时期人们开始建造半地穴式的房屋，经济以农业为主，出现家畜饲养，并伴有采集及狩猎等生产方式。仰韶文化继承了裴李岗文化的内涵，当时开始形成大规模建房而居的聚落，彩陶的使用证明了烧制技术的出现。从龙山文化开始出现较多的城址，属于万邦时期，青铜容的使用推动了社会生产力的大力发展，占卜等巫术活动当时较为盛行。二里头文化与夏文化有着直接的联系，中原地区在这一时期开始进入全新的文明时代。在偃师二里头遗址，发现了中国迄今最早的王朝都城遗址，
碧龙形器的发现为中华民族的图腾—龙找到了最直接、最正统的根源。

## 图腾
龙是尊贵、智慧、吉祥、勇敢的象征。太昊伏羲在河南淮阳一带“以龙师而龙名”，首创龙图腾，实现了上古时期多个部族的首次大融合。人文始祖黄帝统一了黄河流域的各部落后，为凝聚各部落的思想和精神，在新郑一带也用龙作为图腾，中国人自称“炎黄子孙”和“龙的传人”，便由此而来。从考古发掘的与龙相关的文物来看，河南省发现的龙文物历史久远且正宗。濮阳蚌龙距今6400年，是迄今发现的中国最早的龙形象，被中国考古学界誉为“中华第一龙”，另外在华夏第一王都偃师二里头遗址发现的距今至少3700年的大型绿松石龙形器被学者命名为“中国龙”，这些龙文化的遗存从夏、商、周到汉唐、明清一脉相承，被视为中华民族龙图腾的渊源所在，从形态上看，都是北京故宫各种龙形象雕饰的祖先。中原各地有与龙息息相关的民俗活动，如喜庆之日的舞龙灯；农历二月二祭龙王、吃龙须面；端午节赛龙舟等。从中原大地产生并完善的龙形象，随华人外迁而传播至世界各地，在世界各国华人聚居区，最为引人注目的饰物便是龙符号。

## 语文

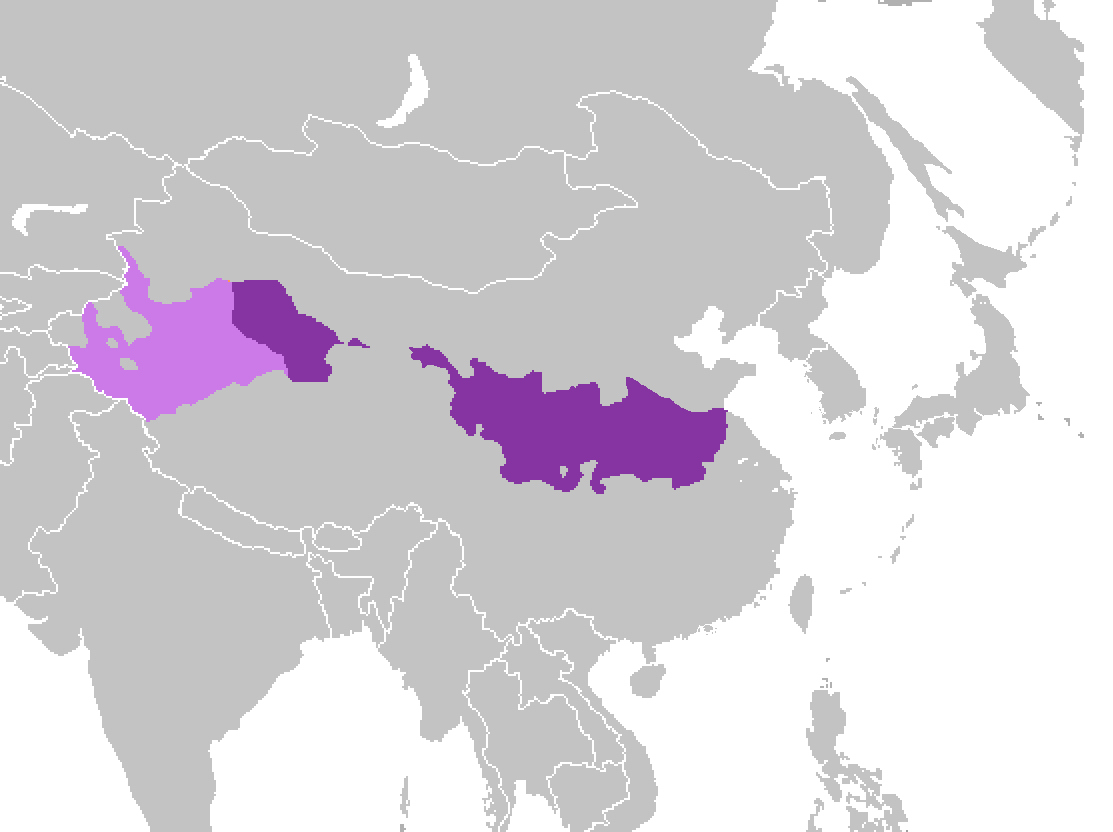
中原官话分布图

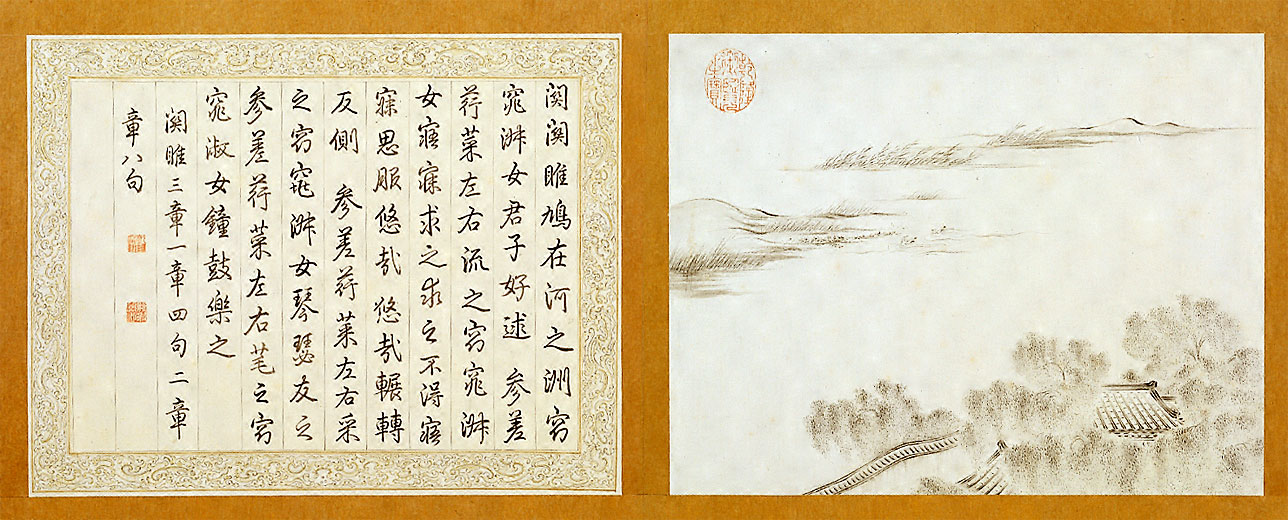
《御筆詩經圖》

### 文字
汉民族连续五千多年的汉字文化发展史就是一部中原汉字发展史，汉字的产生及重要发展阶段几乎都发生在中原大地上。河南安阳发现的甲骨文是中国目前已发现的古代文字中时代最早、体系较为完整的文字。出生于河南上蔡的秦代宰相李斯在秦始皇“书同文”的政策下、制定了规范书写“小篆”，小篆是中国历史上第一个由国家规定的标准汉字形态。漯河人许慎编写了世界第一部字典《说文解字》，许慎在书中系统地阐述了汉字的造字规律—六书。北宋时期宰相秦桧在开封发明的宋体字因书写和刻写方便，字体美观端庄，而被后世广泛采用。河南南召人王永民被称为“当代毕昇”、“把中国带入信息时代的人”，他发明的五笔字型输入法是全世界唯一广泛应用的“汉字编码”输入技术，曾被誉为中国文化史上“其意义不亚于活字印刷术”的重大发明。

### 语言
中原官话是中原大部分地区共同的语言，历史上，北方官话区长期以河南方言为标准来规范自己的语汇和语法系统。追溯至古代，商族的语言在中原与夏族语言等诸多原始汉语方言融合后的华夏语是中原官话的雏形。以洛阳话为标准音的华夏语后来成为东周通用全国的雅言，进而发展成为扬雄《方言》提及的 “通语、凡语”。北宋时期，河南方言基本成型，除音韻外，詞彙語法同如今的河南话大致相同。通过几千年的融合与发展形成了近代的河南方言。

### 文学
中原地区是中国文学的发祥地，中原文学是中国文学的总源。东周洛阳的史官整理成书的《尚书》是中国最早的散文总集。先秦时期，中原诗歌肇始的标志是《诗经》十五国风中的二南、邶风、风、卫风、王风、郑风、陈风和桧风。汉魏时期奠立了中原文学的基本艺术特质，并有“汉魏文章半洛阳”之说。中原辞赋散文在汉代文学史上占据重要地位，贾谊开骚体赋先河；张衡肇开东汉抒情小赋风气。魏晋时期，文学创作观念与文体都发生了变革，中原诞生了建安风骨、正始之音 。左思的《三都赋》还制造了“洛阳纸贵”的佳话。同时，东晋以后，中原士族南迁，推动了江南文学的繁荣。隋唐时期，中原文学空前繁荣，不仅文学数量首屈一指，并且名家辈出，唐代留名的两千多名作家中，中原河南人士占五分之一。来自中原的杜甫和白居易是唐代三大诗人中的两位。河南孟州人韩愈位居“唐宋八大家”之首。北宋时，东京（今开封）做为世界级的繁华都会，勾栏瓦舍遍布，说唱艺术勃兴，对宋词和话本小说的产生和兴盛起了很大的推动作用。南宋之后，战乱致使中原文化南移，中原文学才逐渐没落，即便如此，在元明清时期，中原仍然不乏李梦阳这样的名家。近代中原作家历经努力，在十九世纪末被文坛冠以了“文学豫军”的称号。

## 饮食

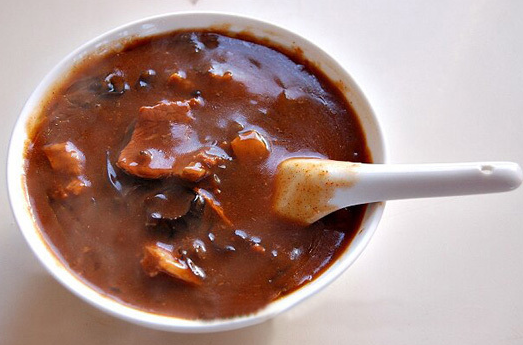
中原百姓常食用的胡辣汤

烹饪技术是人类文明进步的一种表现，发端于新石器时代，以陶器的成熟和广泛使用为标志，在中原地区的考古中有大量这一时期的陶器遗存。四千多年前，夏启在钧台（今河南省禹县城南）为诸侯设宴，史称“钧台之享”，是中国最早的宴会。商代都殷时期，中原烹饪完成了食物、食法、食制的规模体制。周代宫廷的饮食，制度条理，分工明确。中原地区出土的汉画像石上的庖厨图和宴饮图对烹制和饮食活动情景的描写，反映了汉代的烹饪操作过程。至北宋时期，中原烹饪文化在汴京达到了空前的高度，正店（酒楼）、食店遍布全城，南北风味同台献艺，品种、技术五彩纷呈。被今天的学者形容为“有美皆备，无丽不臻”，行业内人士则以“中国烹饪大词典”来评价当时餐饮业的技术水平。历史上，中原饮食文化随受到外来少数族裔饮食文化的冲击，但仍然顽强地保留着中原烹饪文化的基本传统和特色并延续至今。
豫菜是中国各大菜系的渊源，被中国烹饪界称为中国八大菜系的“母菜”，有“烹饪鼻祖”和“中华厨祖”之称的伊尹便出生于河南洛阳，当代豫菜是在原宫廷菜、官府菜、市肆菜和民间菜的基础上，根据中原物质条件，逐步积累演变而发展起来的。
中原地区饮食文化的特色也是这种“中”与“和”的思想的体现，口味居中，和众家之长，兼具南北特色，正因为此，中华人民共和国成立后，国务院总理周恩来经过各方研究后，亲自决定将豫菜定为国宴菜，任河南师傅为主厨，直到现代，中国的国宴仍旧是以豫菜为基准来烹调的。

## 姓氏
中原在古代是华夏族部落集中分布的区域，因此姓氏的萌芽、形成和发展，都与河南息息相关。姓最早起源于母系社会，是氏族血统的代表，姓的产生时间远远早于文字，早期的姓源自于氏族的图腾，距今约有5000年的历史，而当时，中原地区是人类活动的重要地区，河南仰韶文化就是母系社会繁荣阶段的代表。夏商时期是中国姓氏全面发展的阶段，而这两个朝代人类活动的中心均在中原一带。
氏是古代贵族用来标示宗族系统的符号，起源于父系氏族社会，是从夏朝中期开始的。当时中原地区氏族林立，这成千上万的氏族、部落便是“氏”的渊薮。周朝时产生了很多姓氏，它是中国历史上姓氏相对定型和普及的一个重要时期。周武王灭商之后，重新确立了姓与氏的关系，因此，西周初期是姓和氏之间发生变化的关键时期，而中原地区又是这一关键时期的关键的地区。据近代统计，中国排名前100的大姓中，全部源自河南省或部分源自河南省的共有73姓。

## 科技

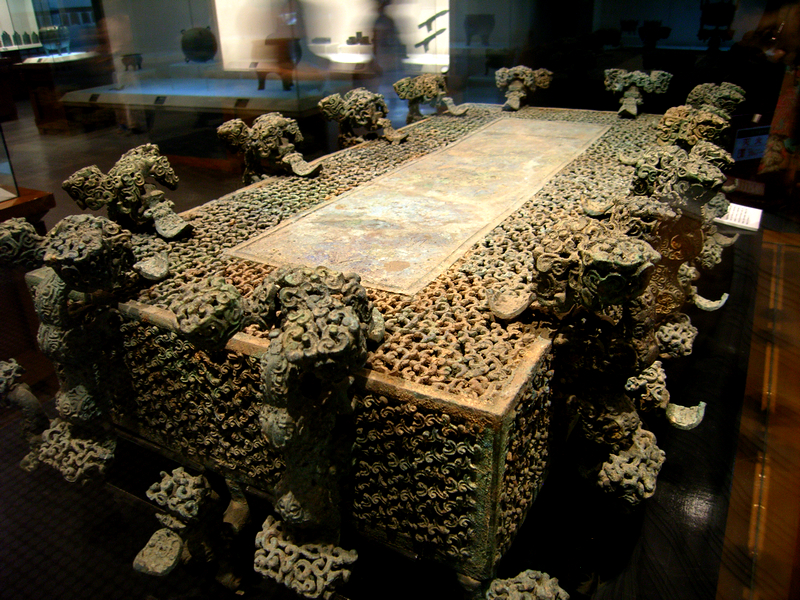
淅川楚墓出土的云纹铜禁

中原是中国古代科技发展的高地，中华民族科技文明发达之域，黄帝轩辕氏的元妃嫘祖是种桑养蚕之法，抽丝编绢之术的创造者，其故里西陵（今河南省西平县）于2007年被中国民间文艺家协会命名为中国嫘祖文化之乡。被称为四大发明的指南针、造纸术、火药和活字印刷术均发轫于中原。
司南是指南针的最早形式，无论是对它最完整的记载的东汉《论衡》，还是其最早图案石刻司南勺图在南阳的出土，都证明其创作地在河南。火药所起源的炼丹术、火法炼丹、军事实践是在汉唐时期，地域是在中原地区。东汉时期的蔡伦在首都洛阳发明了造纸术，北宋时期的毕昇在首都汴梁（今开封）首创活字印刷术，后远播海外。
中医药技术方面，中医学的四大经典《黄帝内经》、《神农本草经》、《金匮要略》和《伤寒杂病论》全部出自中原。
天文历法方面，《夏小正》是中国历史上见诸于文献最早的历法。位于河南省的登封观星台和周公測景台是中国现存最古老的天文观测建筑。东汉时期出生于南阳的张衡发明了地动仪，并创立“浑天说”。唐代魏州昌乐（今河南省南乐县）人僧一行提出了“恒星自行”观点的时间比英国天文学家哈雷早1000年。
冶金铸造方面，从安阳市出土的司母戊大方鼎和新郑出土的莲鹤方壶反映出古代中原高湛的冶金铸造技术，在世界青铜器中亦是珍品。淅川楚墓出土的春秋时期的云纹铜禁是迄今为止中国发现的最早的失蜡法铸件，是冶铸史上的一项重大发明。

## 哲学、宗教

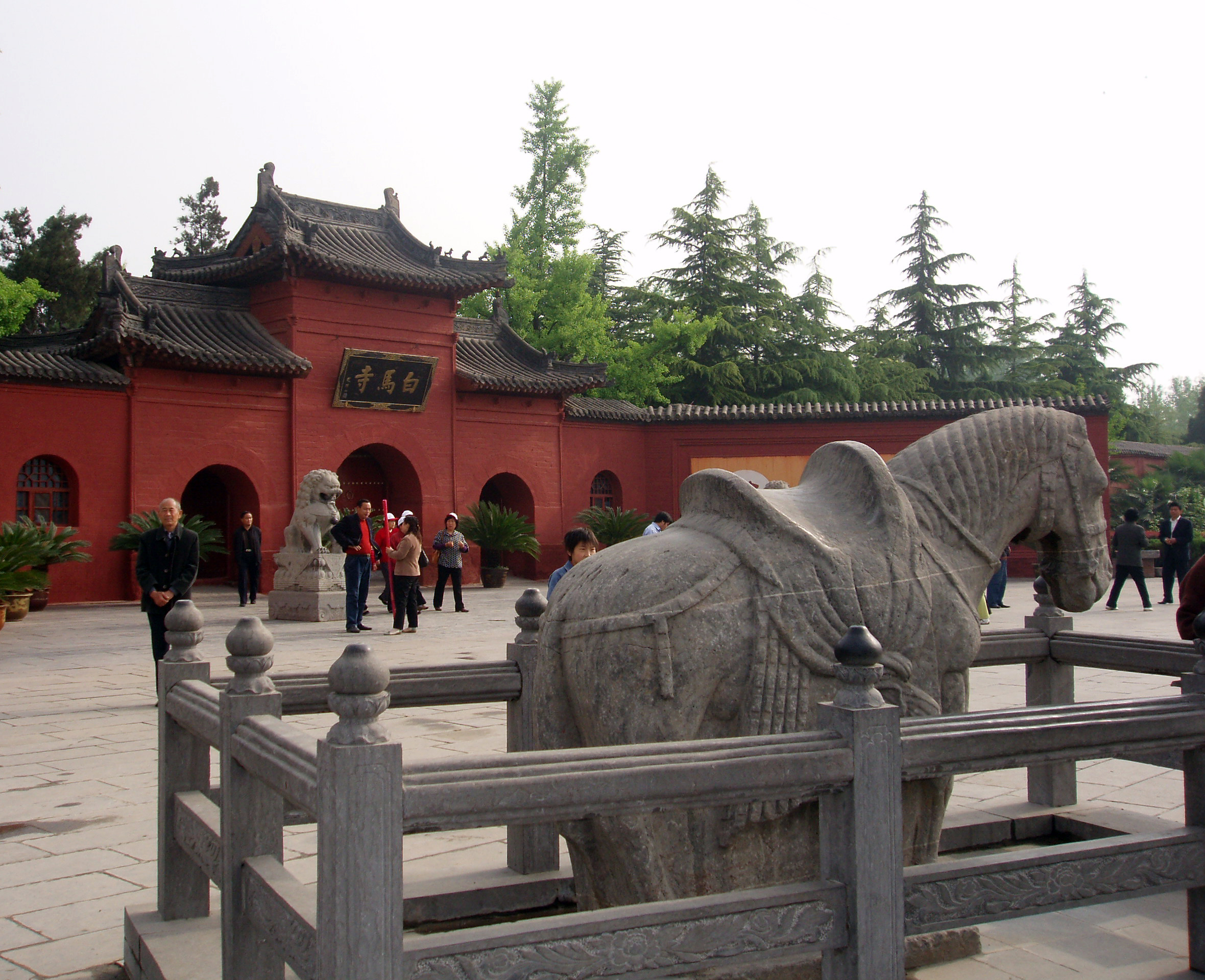
中国佛教“祖庭”洛阳白马寺

中原地区是中国儒家、墨家、道家和汉传佛教的诞生地。儒家文化发源于中原的主要标志是《易经》，易是儒学六经之首。伏羲在河南淮阳创造八卦，周文王将伏羲的八卦推演成六十四卦。孔子拜读易经六十四卦后，写下了十篇心得笔记，史称《十翼》，《十翼》是對《易經》的詮釋。河南河阳（今孟县）的韩愈建立了儒学道统，并努力复兴儒学。将儒学发展到理学形态的主要学说之一是二程洛学。
战国时期的墨子是河南鲁山人。他创立了墨家学说，并有《墨子》一书传世，墨家文化的思想观点是爱好和平，反对战争。墨学在先秦时期与儒学并称为显学。汉代中期以后，由于统治阶级罢黜百家，独尊儒术，致使墨学在形式上中绝，但影响并没有完全消失。
河南是道家的发祥地，出生于河南鹿邑的老子是道家学派创始人。洛阳是老子居住和担任史官的地方。《道德经》（又名《老子》）一书写成于函谷关。  道家思想的核心是“道”，认为“道”是宇宙的本源，也是统治宇宙中一切运动的法则。道家主張「順其自然」，認為法律（法和法律有不同；法好比物理，而法律則是人為）是對人類的束縛，要全部捨棄。道家的无为思想并不是不作为，而是以无为来有为，不乱为。
漢傳佛教是佛教的三大地理分支之一， 佛教經由兩條路徑傳入中國，一支由古印度經西域傳入中原地区，洛阳白马寺是东汉前期佛教传入中国后兴建的第一座寺院，因此被认为是中国佛教的发源地，有中国佛教的“祖庭”和“释源”之称，中国历史上译出的第一部佛教经典佛说四十二章经诞生于洛阳。建于北魏时期的登封少林寺是中国汉传佛教禅宗祖庭，又是少林武术的发源地。中原佛教界在历史上大德云集，生于洛州缑氏县（今河南省偃师市南境）的玄奘是著名的譯經師，也是法相唯識宗的创立者。中国的第一个比丘是颍川的朱士行。中原佛教在古代是中国佛教向海外的传播的中心，远播日本、朝鲜和东南亚各国。

## 艺术

### 音乐

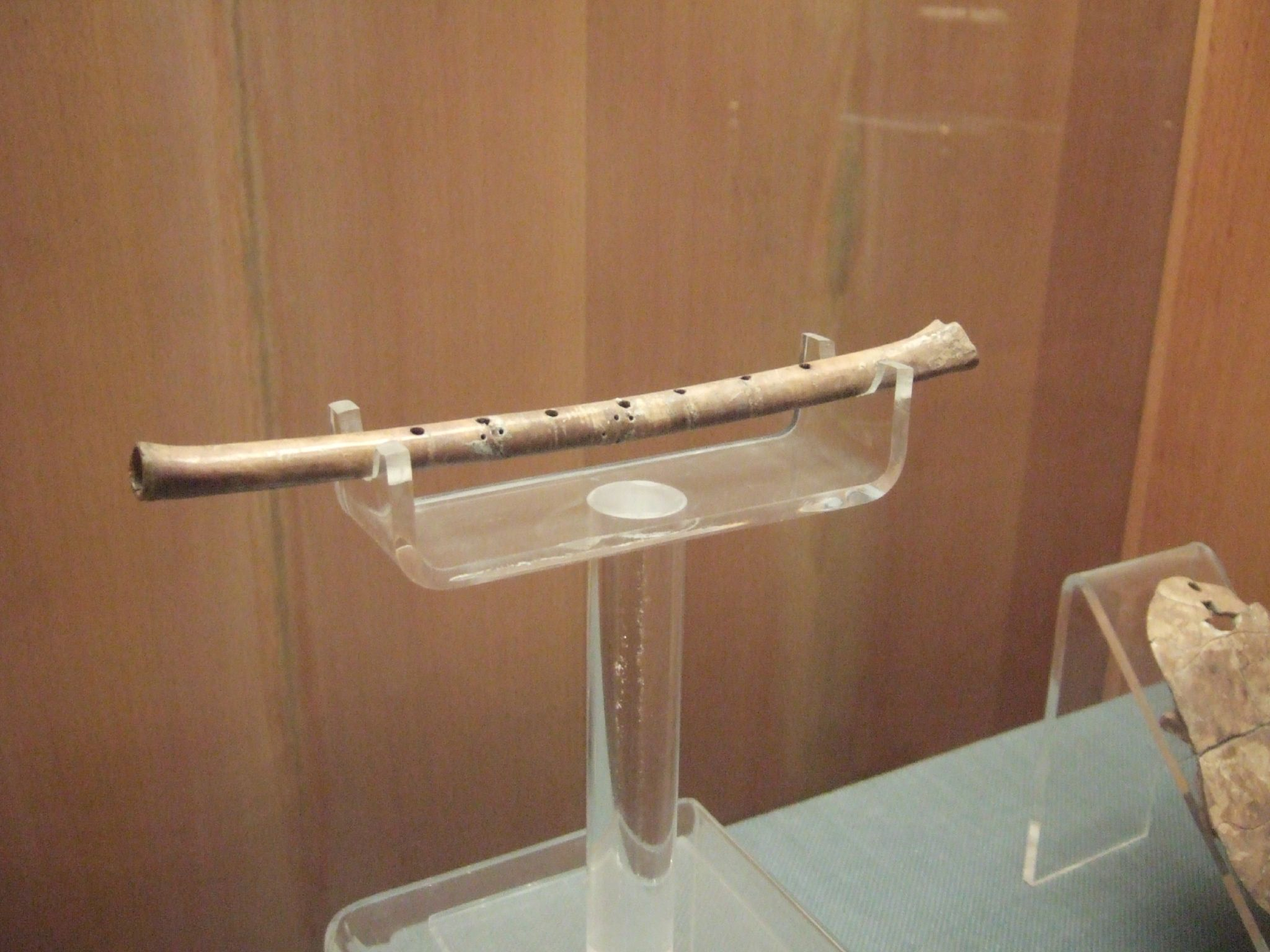
舞陽賈湖遺址出土的賈湖骨笛

中原音乐文化体现在中原地区的民歌、民乐以及源远流长的各种曲艺形式上，也包括了保留至今的各种音乐文物和音乐思想。它是中原地区人民生活的形象反映。普遍观点认为，中原音乐文化是中国音乐三大源头之一。
有中华第一笛之称的賈湖骨笛出土于河南省漯河市舞陽縣的賈湖遺址，距今約9000年至7700年，是中國出土年代最早的樂器實物，至今还能吹奏。贾湖骨笛的出土把中国音乐文化上推至9000年。改写了中国历史原先对先秦音乐史只有五阶音域的史考，贾湖骨笛有七阶高低阶音域。在世界音乐史上具有重要地位。
中原音乐文化的历史，史书中有葛天氏之乐、关于大禹治水的《大夏》歌舞、神农氏削琴桐为琴、商人“恒舞于宫，酣歌于室”、周王招饮群臣诸侯“哟哟鹿鸣，食野之苹。我有嘉宾，鼓瑟吹笙”等记载，殷墓出土的三件一组的编磬、两汉魏晋隋唐一承的箫鼓乐队画像砖的出土、宋元时期大量的民间音乐形式，都证明了中原音乐文化的连绵不断。

### 戏剧

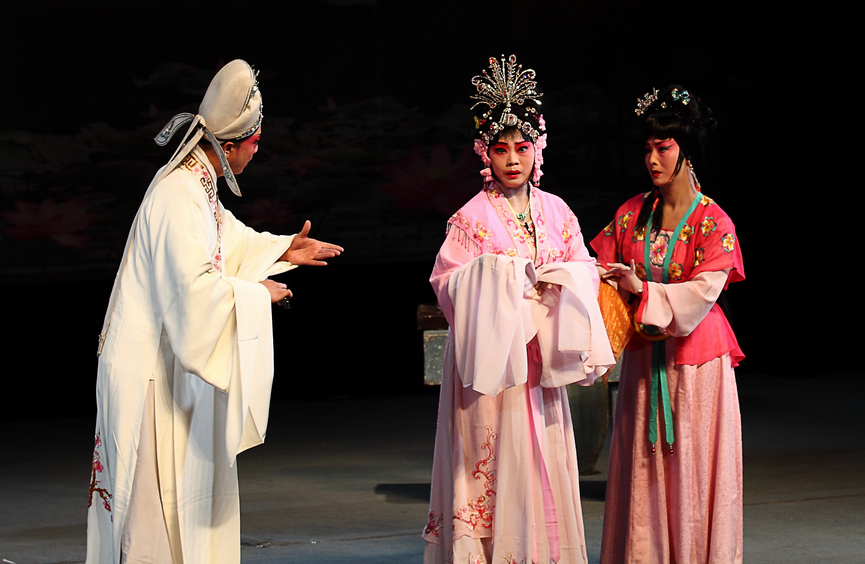
豫剧演出

从记载看，中原在夏启时已有优伶出现。商、周时期傩仪规模巨大，洛阳在两汉和隋唐时期均是“百戏”活动的中心。“诸宫调”创始于开封，《目连救母》搬演于开封，北宋杂剧也形成于开封。这一切足可说明中国戏曲的主根在中原地区。 继诸宫调、金院本、元杂剧之后的四百年间河南境内先后存在或流行过的各类剧种达78个，其中戏曲剧种67个，数量和密度均居中国之首。
豫剧是中国的五大剧种之一，居中国各地方戏曲之首。因早期演员用本嗓演唱，起腔与收腔时用假声翻高尾音带“讴” ，又叫“河南讴”。又因其音乐伴奏用枣木梆子 打拍而得名河南梆子，豫剧是在河南梆子的基础上，不断进行继承、改革和创新发展起来的，中华人民共和国成立后因河南省的简称是“豫”而将该剧种定名为“豫剧”。豫剧在安徽北部地区被称为梆剧，山东、江苏的部分地区仍称梆子戏。豫剧主要流行于黄河、淮河流域。除河南本省外，河南周边省份的广大中原地区都有专业豫剧团的分布。豫剧在台湾舞台上与歌仔戏、京剧呈三足鼎立的局面。根据2004年的统计，中国大陆的豫剧团达160个，是全国之最。
河南曲剧也称"高台曲"或"曲子戏"，有些地区又称“南阳曲子”，流行于中原地区。曲剧至今有七十多年历史，属年轻剧种。越调是河南三大剧种之一。因其伴奏乐器以四胡为主，故又被称作“四股弦”。

### 体育

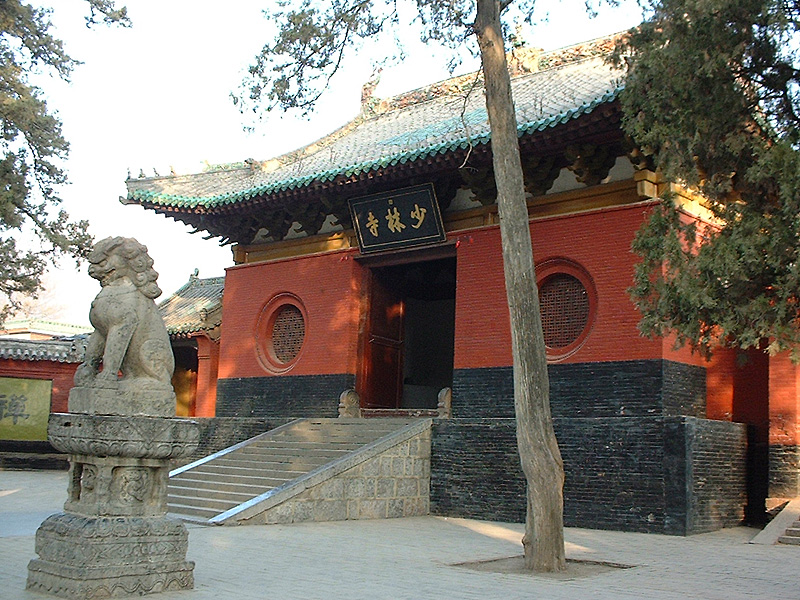
河南登封嵩山少林寺

少林功夫是在河南登封嵩山少林寺的佛教文化环境中形成的一个武术体系，少林功夫以佛教神力信仰为基础，充分体现佛教禅宗智慧并以少林寺僧人修习的武术为主要表现形式， 少林功夫的要旨是禅武合一。“天下功夫出少林，少林功夫甲天下”一说充分表明了少林功夫在中华武术文化中的重要地位，是中华武术的主要象征，是国外人对中华文化的主要印象之一。根据少林寺的拳谱记载，少林功夫套路共有708套，其中拳术和器械552套，另外还有72绝技。目前流传下来的少林功夫套路有200余套，其中拳术100余套，器械80余套。
陈氏太极拳原為陈家沟拳術，集長拳、炮拳及紅拳之術，是太极拳的一个重要分支和流派，是各派中传播历史最久远的太极拳，它仍保留着古老的发力、跳跃和震脚等动作。根據武術史家唐豪考證，陈家沟拳術是源自明末清初河南省温县陈家沟人陈王廷（约1600年-1680年），此后世代相传，有传子不传女之说。陳式太極拳有良好的健身作用，其上乘的技击作用及独特的演练风格吸引着越来越多的爱好者。

### 城市与建筑
在中国发现的50余座史前城址中，距今约4000多年历史的洛阳偃师二里头遗址被认为是中国最早的城市遗址。淮阳平粮台遗址和登封王城岗遗址是黄河中下游中原地区龙山文化夯土城址的典型代表，淮阳平粮台古城用黄土夯筑。登封王城岗古城的城门门卫房的设置反映出城市防卫设施的进步，城内还铺设有陶水管道。在中原地区发现的夏商周时期的城市遗址显示了中原地区早期城市的文明的特质。
对中原古城市遗址的研究可知，中原地区在商周时期，就有成熟的泥砖、夯筑技术，用来建造民居、宫殿以及城池，至秦汉时期建筑技术得到空前的发展。东周洛阳王城左祖右社、面朝后市 的布局结构被后世的都城建筑所采用。东汉和魏晋时期，随着中原的封建庄园经济的迅速发展，庄园主不仅拥有大量的土地和牲畜等生产资料，还组建自己的封建武装—部曲、家丁，修建起防御工事—坞壁。河南各地出土的汉代陶仓楼，是汉代中原地区中产阶层楼阁艺术风貌的直观再现，其楼观、回廊、高台、仓阁和门阙等交错纵横，具有高大凌空的体势和向上耸立的多层结构，建筑风格宏大优美。汉魏时期洛阳的里坊制度对隋唐都城和地方州县布局具有重大影响，魏晋时期中原士族南迁将中原的建筑文化带入闽粤地区。日本平安时代（中国在同时期属于唐代）的平安京则完全仿照唐代东都洛阳来建设，奈良市则是仿照汉魏洛阳城来建造的。北宋时期郑州管城人李诫所著的《营造法式》是中國第一本详细论述建筑工程做法的官方著作。目前，河南省保存相对完整的古建筑达数千处，占全省文物近一半。

### 绘画
中原绘画的历史可追溯至史前的新石器时代，这一时期出土的文物如陕县庙底沟出土的花瓣纹陶盆彩绘和汝州阎庄出土的彩陶缸上的鹳鱼石斧图，都是史前平面美术遗迹。中原地区先秦时期的壁画和漆画作品中已经体现出了生动的人物和动物的形象描绘。秦汉时期，中原地区宫殿寺观壁画,墓室壁画和帛画以及画像石（砖）等美术遗迹大量涌现，如河南永城柿园西汉前期的梁王墓前室顶部壁画《巨龙升天图》就是杰出作品。中原绘画艺术在魏晋南北朝得到进一步发展，出现了一批专业画家，如北齐的杨子华和曹仲达。隋唐时期，中原绘画作品繁盛、杰作纷呈、名家辈出，并且形成丰富的理论，中原地域的张彦远创作的《歷代名畫記》是中国第一部绘画通史著作，该书收录的历代著名画家的绘画理论，使其成为中国古代画史中重要书籍之一。中原在隋唐两代的绘画艺术开始摆脱汉代原始稚拙之气，一改人物画的朴素状态。色彩使用合理、富丽大方，造形优美生动，线描劲健流畅，并解决了空间处理问题，技法上达到了精密熟练的程度。
中原绘画在不同时期有不同的审美取向，具体表现为晋尚韵、唐尚法、宋尚理、元尚意、明尚趣的艺术特色，北宋时期，中原绘画作品是当时全国的巅峰水准，张择端创作的《清明上河图》对于各种形态的几何正确描绘性使其负有盛名。

## 民俗
中国民俗文化源远流长、特色鲜明，主要表现在生产活动、礼仪、信仰和节令等方面。具有农耕文明特质的民俗活动如太昊伏羲祭奠在中原部分地区具有较强的民众自发性。中原婚嫁礼俗从古代的纳采、问名、纳吉、纳征、请期和亲迎“六礼”逐步演变为今天的提亲、定礼、迎娶的婚俗礼仪。节令民俗如春节的祭灶、岁末守岁、贴春联、吃饺子和拜年，农历正月十五元宵节点灯盏，三月清明节祭祖扫墓，七月七观星乞巧，八月中秋节赏月、吃月饼，九月重阳节登高等等，大多起源于中原。节会方面，黄帝故里拜祖大典、洛阳牡丹花会、开封菊花节、马街书会、南阳诸葛亮文化节、镇平玉雕节等由官方组织，民间参与的节会至今不衰。

## 世界遗产

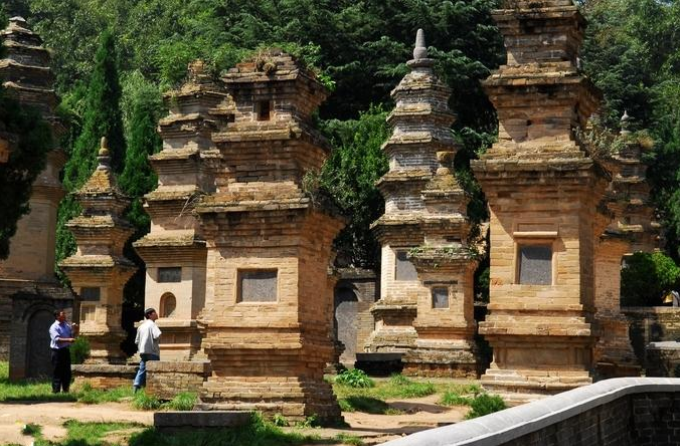
少林寺塔林

中嶽嵩山坐落於河南登封，山上名闻名遐迩的少林寺与山下豐富的儒、釋、道三大教派遺址建築群形成了世界上獨一無二的三教匯萃獨特景區，古人相信天圓地方，而中國則是矗立於天地中央的國度，天地的中心即為中原，核心则是嵩山。「天地之中」的名號，早在3000年前的周朝已經確立。2010年8月，登封嵩山8處共计11項歷史建築群，以登封“天地之中”历史建筑群的名義，被列入聯合國教科文組織的「世界文化遺產」名錄。
洛阳龙门石窟是中国著名的石刻艺术宝库，同时被誉为世界最伟大的古典艺术宝库之一，建造时间历时400余年。兴建奉先寺时，女皇武则天曾“助脂粉钱两万贯”，同时亲自参加了卢舍那佛的开光仪式。龙门石窟中保留着宗教、建筑、书法、舞蹈、服饰、美术等方面的大量实物史料，折射出不同历史时期的政治、经济和文化时尚。2000年11月在澳大利亚凯恩斯市召开的第24届世界遗产委员会会议上龙门石窟被列入世界遗产名录。
安阳殷墟见证了商王朝的存在，代表了商王朝的文明发展，其高超的青铜铸造技术代表了古代青铜时代的鼎盛，造就了世界上最重的古代青铜器—司母戊鼎。2006年7月13日，联合国教科文组织第30届世界遗产大会将殷墟评价为，与古埃及、巴比伦、古印度媲美，以其甲骨文、青铜文化、玉器、古文历法、丧葬制度及相关理念习俗、王陵、城址、早期建筑等，乃至中国考古学摇篮闻名于世，文化影响广播而久远，真实性完整性强，具全球突出普遍价值。